# Waitetola huttoni
Waitetola huttoni är en spindelart som beskrevs av Forster och Wilton 1973. Waitetola huttoni ingår i släktet Waitetola och familjen mörkerspindlar. Inga underarter finns listade i Catalogue of Life.